# Olaus Kalsenius
Olaus Andreæ Kalsenius, född 1656 i Kallsäby, Dingtuna socken, död 11 januari 1716] i Söderbärke socken, var en svensk präst och riksdagsman.

## Biografi
Olaus Andreæ Kalsenius var son till en rusthållare i Kallsäby, Dingtuna socken. 1671 inskrevs han vid Uppsala universitet under vilket han bodde hos Elaus Skragge i Hedemora socken. Han disputerade 1685 för Johan Bilberg med Magicus annulus priscus quem ex consensu..., och prästvigdes samma år för att 1686 efterträda den avlidne Laurentius Laurentii Barchius som kyrkoherde i Söderbärke socken. Kalsenius gifte sig också med dennes konserverade änka, vad det verkar av kärlek. Han blev 1691 kontraktsprost och 1697 prost i egen församling.
Kalsenius var riksdagsman 1693.
Kalsenius hustru Anna Rudbeckius var dotter till Nicolaus Johannis Rudbeckius och Segericus Nenzelius dotter Catharina Nentzelia. Han gifte därmed in sig i en stor och på universitetet och i kyrkan framstående släktkrets. Av barnen kan nämnas sonen Andreas Kalsenius som blev biskop, dottern Maria som var gift med Christopher Risell, dottern Margareta som var gift med Ingel Rabenius, samt dottern Elisabeth som var gift med Pehr Petræus.